# Міністерство внутрішніх справ України
Міністе́рство вну́трішніх справ Украї́ни (МВС України) — центральний орган виконавчої влади України, діяльність якого спрямовується і координується Кабінетом Міністрів України.
МВС України є головним (провідним) органом у системі центральних органів виконавчої влади з питань формування і реалізації державної політики у сфері захисту прав і свобод громадян, інтересів суспільства і держави від протиправних посягань, ведення боротьби зі злочинністю, охорони громадського порядку, забезпечення громадської безпеки, безпеки дорожнього руху, охорони та оборони особливо важливих державних об'єктів.

## Історія
- Генеральне секретарство (міністерство) внутрішніх справ УНР
- Народний секретаріат у внутрішніх справах УНР Рад (30 грудня 1917 — квітень 1918)
- Народний комісаріат внутрішніх справ Української СРР (1919—1923) — державний виконавчий орган незалежної Української СРР.
- Народний комісаріат внутрішніх справ Української СРР (1923—1930) — державний виконавчий орган Української СРР у складі СРСР.
- Народний комісаріат внутрішніх справ Української СРР (Української РСР) (1934—1946) — державний виконавчий орган Української СРР (Української РСР) у складі СРСР, що підпорядковувалася НКВС СРСР.
- Міністерство внутрішніх справ Української РСР як частина Міністерства внутрішніх справ СРСР (1946—1991).

### МВС у 1990—2016
Основний законодавчий акт, який чітко окреслив завдання та функції органів внутрішніх справ, — Закон України «Про міліцію»  ухвалений 20 грудня 1990 року. Цю дату можна вважати точкою відліку в історії української міліції, з якої розпочався процес набуття органами внутрішніх справ України рис сучасного українського правоохоронного відомства.
Подальше урегулювання правового поля діяльності органів внутрішніх справ (ОВС) пов'язане з ухваленням Основного закону — Конституції України.
Протягом багатьох років керівники держави та Міністерства працювали над удосконаленням системи МВС і приведенням її до європейських та світових стандартів. Зокрема, на підставі прогнозу розвитку злочинності було реорганізовано окремі підрозділи, створено нові служби, а також багатопрофільну систему підготовки кадрів для органів внутрішніх справ. З метою демілітаризації системи МВС значну частину посад в апараті Міністерства та підрозділах на місцях заміщено цивільними фахівцями. Вжито низку організаційних та практичних заходів, спрямованих на оптимізацію завдань та функцій міліції, приведення їх до європейських та світових стандартів. Так, за період державної незалежності із підпорядкування МВС України було виведено податкову міліцію, кримінально-виконавчу систему, медичні витверезники, приймальники-розподільники для соціально неблагополучних дітей, підрозділи Державної пожежної охорони, що дало можливість зосередитися на основній функції — попередженні та розкритті злочинів. Важливою складовою діяльності Міністерства внутрішніх справ України є співпраця з правоохоронними органами інших держав. З метою протистояння транснаціональній злочинності МВС активно вивчало зарубіжний досвід, налагоджувало обмін оперативною та іншою інформацією, проводить спільні операції. Україна успішно інтегрується до системи Інтерполу, приєдналась до європейських конвенцій з питань кримінального судочинства. Працівники системи МВС України зарекомендували себе як високопрофесійні фахівці миротворчої діяльності у складі місій Організації Об'єднаних націй та ОБСЄ.

### Реформа органів ВС 2015
З огляду на численні скандали і факти корупції в системі МВС, в українському суспільстві після Революції гідності назріла думка про необхідність реформування органів правопорядку країни.
4 квітня 2015 року Кабінет міністрів розглянув та ухвалив 4 законопроєкти щодо реформи МВС: «Про органи внутрішніх справ», «Про Національну поліцію», «Про сервісні послуги та сервісні центри Міністерства внутрішніх справ України», «Про внесення змін до деяких законодавчих актів України щодо вдосконалення регулювання відносин у сфері забезпечення безпеки дорожнього руху».

Герб Національної поліції України

2 липня 2015 року Верховна Рада проголосувала в другому читанні та в цілому за законопроєкт 2822 «Проєкт Закону про Національну поліцію». «За» проголосували 278 народних депутатів. Цей законопроєкт визначає правові засади організації та діяльності Національної поліції України, статус поліцейських, а також порядок проходження служби в Національній поліції.
4 серпня Президент України Петро Порошенко підписав закон «Про національну поліцію», а вже 6 серпня закон був опублікований в парламентській газеті «Голос України». Закон набуває чинності через три місяці з дня, наступного після дня публікації, за винятком деяких положень. У частині про поліцейські підрозділи патрульної поліції в Києві цей закон набуває чинності з дня його публікації. У частині про поліцейські підрозділи в Одесі і Львові закон набуває чинності з 20 серпня 2015 року.
2 вересня 2015 року Кабінет Міністрів України постановою створив центральний орган виконавчої влади — Національна поліція України, яка підпорядковується Міністерству внутрішніх справ України. Про це розповів Прем'єр-міністр України Арсеній Яценюк на засіданні Уряду, а також доручив Міністерству фінансів України невідкладно пропрацювати зміни до Закону України «Про державний бюджет» на поточний рік та проєкт закону 2016-го для забезпечення фінансування реформування правоохоронної системи, і, в першу чергу — створення Національної поліції.
Після створення Національної поліції, як окремого органу, Міністерство внутрішніх справ буде виконувати функцію політичного управління, політичної координації і певною мірою господарського забезпечення цього органу. Тобто, МВС перетворюється з міністерства міліції в цивільний орган. Відбувається фактичне розділення Національної поліції і МВС.
16 вересня 2015 року прем'єр-міністр України Арсеній Яценюк заявив, що Кабмін ухвалив рішення про ліквідацію всіх територіальних підрозділів МВС, і на їхньому місці будуть створені територіальні підрозділи Національної поліції.
7 листопада 2015 року набув чинності Закон України «Про Національну поліцію» і Положення про Національну поліцію, затверджене Постановою КМУ 28 жовтня 2015 р. З цього дня міліція в Україні офіційно припинила своє існування.
17 листопада 2015 року почалася переатестація співробітників МВС. На кінець 2016 року переатестацію пройшли понад 70 тис. поліцейських, звільнено було 5,8 %—7,7 %.

## Завдання та функції
Основними завданнями Міністерства внутрішніх справ України є:
1) забезпечення нормативно-правового регулювання у сфері внутрішніх справ;
2) визначення пріоритетних напрямів розвитку органів внутрішніх справ;
3) інформування та надання роз'яснень щодо здійснення державної політики у сфері внутрішніх справ;
4) узагальнення практики застосування законодавства, розроблення пропозицій щодо його вдосконалення та внесення в установленому порядку проєктів законодавчих актів, актів Президента України, Кабінету Міністрів України на розгляд Президентові України та Кабінету Міністрів України;
5) забезпечення здійснення соціального діалогу у сфері внутрішніх справ;
6) здійснення інших завдань, визначених законами України.

### Функції МВС України
МВС України відповідно до покладених на нього завдань:
- забезпечує реалізацію державної політики щодо боротьби зі злочинністю;
- визначає основні напрями діяльності підпорядкованих йому органів, підрозділів, установ та ефективні засоби і методи виконання покладених на них завдань;
- організовує роботу органів внутрішніх справ, пов'язану з охороною громадського порядку, запобіганням адміністративним правопорушенням, їх припиненням та забезпеченням провадження у справах про ці правопорушення, розгляд яких законом покладено на ці органи;
- організовує здійснення органами внутрішніх справ профілактичних і оперативно-розшукових заходів щодо запобігання злочинам, їх виявлення, припинення і розкриття, провадження дізнання і попереднього (досудового) слідства у справах про злочини, розслідування яких законом покладено на ці органи;
- здійснює у випадках, передбачених законодавством України, спеціальні заходи щодо забезпечення безпеки працівників суду, органів прокуратури, внутрішніх справ, митних органів, органів державної податкової служби, державної контрольно-ревізійної служби, рибоохорони, державної лісової охорони, Антимонопольного комітету України, їх близьких родичів, а також осіб, які беруть участь у кримінальному судочинстві;
- виявляє, розкриває і розслідує злочини, що мають міжрегіональний і міжнародний характер, веде боротьбу з організованою злочинністю, наркобізнесом і злочинами у сфері економіки;
- забезпечує профілактику правопорушень, вносить центральним і місцевим органам виконавчої влади, підприємствам, установам і організаціям подання щодо усунення причин і умов, які сприяють вчиненню правопорушень, організовує проведення серед населення роз'яснювальної роботи з питань охорони громадського порядку і боротьби зі злочинністю;
- бере участь у наукових, кримінологічних і соціологічних дослідженнях, розробленні на основі їх результатів державних програм боротьби зі злочинністю і охорони громадського порядку;
- вживає разом з іншими державними органами заходів щодо запобігання дитячій безпритульності та правопорушенням серед неповнолітніх;
- організовує і проводить розшук громадян у випадках, передбачених законодавством України та міжнародними договорами;
- організовує інформаційно-аналітичне забезпечення діяльності органів внутрішніх справ, формує центральні довідково-інформаційні фонди, веде оперативно-пошуковий та криміналістичний облік, у межах своїх повноважень складає державну статистичну звітність;
- організовує проведення усіх видів експертизи у кримінальних справах та криміналістичних досліджень за матеріалами оперативно-розшукової діяльності, забезпечує в установленому порядку участь спеціалістів експертної служби у слідчих діях, організовує проведення на договірних засадах відповідних видів експертизи і досліджень на замовлення фізичних і юридичних осіб;
- бере участь у ресоціалізації осіб, які звільнилися з місць позбавлення волі;
- забезпечує функціонування дозвільної системи, здійснює контроль за придбанням, зберіганням, носінням і перевезенням зброї, боєприпасів, вибухових речовин і матеріалів, інших предметів і речовин, щодо зберігання і використання яких встановлено спеціальні правила, за відкриттям і функціонуванням об'єктів, де вони використовуються;
- організовує роботу Державної автомобільної інспекції, забезпечує реєстрацію та облік автомототранспортних засобів, разом з іншими державними органами вживає заходів до забезпечення безпеки дорожнього руху; контролює проведення іншими центральними органами виконавчої влади і транспортними організаціями роботи, спрямованої на запобігання дорожньо-транспортним пригодам;
- організовує на договірних засадах охорону майна всіх форм власності, охороняє та обороняє особливо важливі державні об'єкти, разом із заінтересованими державними органами проводить роботу для підвищення надійності охорони цих об'єктів;
- забезпечує охорону дипломатичних представництв і консульських установ іноземних держав на території України;
- здійснює контроль за додержанням громадянами паспортних правил, правил в'їзду, виїзду, перебування в Україні і транзитного проїзду через її територію іноземців та осіб без громадянства;
- організовує здійснення заходів щодо рятування людей, охорони їх безпеки, забезпечення громадського порядку, збереження майна в разі стихійного лиха, аварій, пожеж, катастроф та щодо ліквідації їх наслідків;
- забезпечує участь органів внутрішніх справ у межах їх повноважень у здійсненні заходів щодо охорони довкілля;
- забезпечує високу бойову і мобілізаційну готовність органів внутрішніх справ та внутрішніх військ, бере відповідно до законодавства участь у забезпеченні режиму воєнного або надзвичайного стану в разі його введення на території України або в окремих її місцевостях;
- бере участь у розробленні проєктів міжнародних договорів України з питань боротьби зі злочинністю, забезпечує в межах своїх повноважень виконання укладених міжнародних договорів України, відповідно до законодавства укладає з відповідними органами іноземних держав угоди про співробітництво у сфері боротьби зі злочинністю та з інших питань, що належать до його компетенції;
- вживає заходів щодо реалізації галузевого співробітництва України з Європейським Союзом, у межах своїх повноважень забезпечує виконання Українською стороною зобов'язань за Угодою про партнерство та співробітництво між Україною та Європейським Союзом, іншими міжнародними договорами України, адаптацію законодавства України до законодавства Європейського Союзу, здійснює інші заходи щодо інтеграції України до Європейського Союзу;
- розробляє і організовує виконання програм кадрового забезпечення органів внутрішніх справ та внутрішніх військ, вживає заходів до додержання дисципліни і законності в їх діяльності; організовує роботу навчальних закладів, наукових установ, що належать до сфери його управління;
- вживає відповідно до законодавства заходів щодо забезпечення правового і соціального захисту осіб рядового і начальницького складу та працівників органів внутрішніх справ, військовослужбовців та працівників внутрішніх військ, пенсіонерів із числа військовослужбовців та осіб рядового і начальницького складу органів внутрішніх справ, членів їхніх сімей, розробляє пропозиції з цих питань і вносить їх на розгляд відповідних органів;
- виконує відповідно до законодавства України функції з управління об'єктами державної власності;
- організовує в установленому порядку матеріально-технічне забезпечення діяльності органів і підрозділів внутрішніх справ, установ і організацій, що належать до сфери його управління, внутрішніх військ, контролює правильність використання ними матеріально-технічних ресурсів і коштів;
- організовує в системі МВС України роботу з питань фінансування, праці, заробітної плати, економічного прогнозування, бухгалтерського обліку і звітності, контрольно-ревізійної діяльності;
- вносить відповідним органам виконавчої влади пропозиції щодо будівництва об'єктів адміністративного, виробничого, соціально-побутового, військового призначення та житла для забезпечення діяльності його системи, здійснює контроль за цим будівництвом;
- бере участь у формуванні науково-технічної політики у сфері діяльності органів внутрішніх справ; організовує і координує впровадження в практику досягнень науки і передового досвіду, забезпечує розроблення озброєнь, спеціальних, технічних і криміналістичних засобів для органів внутрішніх справ та внутрішніх військ;
- організовує і забезпечує функціонування відомчої мережі зв'язку;
- забезпечує у випадках, передбачених законодавством, ліцензування окремих видів господарської діяльності;
- організовує роботу з підготовки, перепідготовки та підвищення кваліфікації спеціалістів у навчальних закладах та наукових установах, що належать до сфери його управління;
- організовує діяльність закладів охорони здоров'я, що належать до сфери його управління;
- забезпечує реалізацію державної політики стосовно державної таємниці, контроль за її збереженням у центральному апараті Міністерства, в органах внутрішніх справ і внутрішніх військах;
- виконує інші функції, що випливають з покладених на нього завдань.

### Права МВС України
МВС України має право:
- представляти Кабінет Міністрів України за його дорученням у міжнародних організаціях та під час укладання міжнародних договорів;
- одержувати в установленому законодавством порядку від центральних та місцевих органів виконавчої влади, органів місцевого самоврядування, підприємств, установ і організацій інформацію, документи і матеріали, необхідні для виконання покладених на нього завдань;
- залучати спеціалістів центральних та місцевих органів виконавчої влади, підприємств, установ і організацій (за погодженням з їхніми керівниками) для розгляду питань, що належать до його компетенції;
- перевіряти додержання центральними та місцевими органами виконавчої влади, органами місцевого самоврядування, підприємствами, установами і організаціями та громадянами правил безпеки дорожнього руху, дозвільної системи;
- скликати в установленому порядку наради з питань, що належать до його компетенції;
- займатися відповідно до законодавства господарською діяльністю.

## Керівництво
- Міністр — Клименко Ігор Володимирович з 7 лютого 2023[6][7].
- Державний секретар міністерства — Ящук Інна Петрівна з 16 лютого 2023[8].
- Заступники міністра — з 16 лютого 2023 Драп'ятий Богдан Євгенович; Сергєєв Олексій Олексійович; Павліченко Катерина Володимирівна; Тетеря Василь Михайлович; Тимченко Леонід Леонідович[9][10].

## Система органів внутрішніх справ
До системи органів внутрішніх справ входять:
- Міністерство внутрішніх справ України
  - Національна поліція України
  - Державна прикордонна служба України
  - Державна служба України з надзвичайних ситуацій
  - Державна міграційна служба України
  - Національна гвардія України
  - Експертна служба МВС[11]
  - Сервісні центри МВС

До загальної структури Міністерства внутрішніх справ України входять:
- апарат Міністерства внутрішніх справ України;
  - Керівництво.
  - Патронатна служба.
  - Міжвідомчий науково-дослідний центр з проблем з організованою злочинністю при РНБО України.
  - Департамент організаційно-апаратної роботи.
  - Департамент формування політики щодо підконтрольних Міністрові органів влади та моніторингу.
  - Департамент аналітичної роботи та організації управління.
  - Департамент інформатизації.
  - Департамент комунікації.
  - Департамент юридичного забезпечення.
  - Департамент внутрішнього аудиту.
  - Департамент міжнародного співробітництва та європейської інтеграції.
  - Департамент фінансово-облікової політики.
  - Департамент персоналу, організації освітньої та наукової діяльності.
  - Департамент з питань режиму та службової діяльності.
  - Департамент державного майна та ресурсів.
  - Управління документування службової діяльності.
  - Управління запобігання корупції та проведення люстрації.
  - Управління охорони здоров'я та реабілітації.
  - Управління ліцензування.
  - Управління моніторингу дотримання прав людини.
  - Управління взаємодії з Національною поліцією.
  - Управління взаємодії з Державною прикордонною службою України.
  - Управління взаємодії з Державною службою України з надзвичайних ситуацій.
  - Управління взаємодії з Державною міграційною службою України.
  - Управління взаємодії з Національною гвардією України
  - Управління координації діяльності авіації.
  - Відділ мобілізаційної роботи та організації бронювання.
  - Відділ запровадження діяльності служби 112.
  - Відділ впровадження реформ.
  - Відділ стратегічних комунікацій та координації сектору цивільної безпеки з питань євроатлантичної інтеграції.
- Головний сервісний центр МВС України;
- навчальні заклади та науково-дослідні установи;
- заклади охорони здоров'я, підприємства, установи та організації, що належать до сфери управління Міністерства внутрішніх справ України.

### Навчальні заклади
- Національна академія внутрішніх справ
- Харківський національний університет внутрішніх справ
- Національна академія Національної гвардії України
- Дніпропетровський державний університет внутрішніх справ
- Львівський державний університет внутрішніх справ
- Одеський державний університет внутрішніх справ
- Донецький державний університет внутрішніх справ

## Військово-лікарські комісії
При всіх госпіталях МВСУ діють військово-лікарські комісії, на які покладено повноваження експертного визначення медичної та психологічної придатності особи до проходження військової служби в мирних та військових умовах, а також експертне визначення втрати здоров'я внаслідок бойових дій або проходження військової служби в мирний час і встановленні відповідної групи інвалідності учаснику бойових дій, експертне визначення зв'язку смерті/загибелі військовослужбовця з вогнепальним пораненням при захисті Батьківщини. Комісії є важливими структурним підрозділом військової медицини України.

## Миротворча діяльність
80 працівників МВС служать у складі миротворчих місій.
Так, в Судані служать 37 співробітників, в Ліберії — 20, на Кіпрі — 8, у Кот-д `Івуарі — 7, в Конго — 5 і в Косово — 2 (у 2005—2006 роках там служило 197 працівників МВС). Ще один офіцер перебуває у складі місії ОБСЄ в Киргизстані.
| Місце       | Численність |
| ----------- | ----------- |
| ДР Конго    | 37          |
| Кіпр        | 8           |
| Ліберія     | 20          |
| Кот-д'Івуар | 7           |
| Косово      | 2           |
| Киргизстан  | 1           |

## Відзнаки

### Медалі за сумлінну службу
Відомчі заохочувальні відзнаки МВС для осіб рядового і начальницького особового складу МВС, військовослужбовців Внутрішніх військ (з березня 2014 року — Національної гвардії), цивільних працівників системи МВС та громадян України мають статус урядових нагород України. Їх базовий перелік був затверджений наказом МВС України № 180 від 5 червня 2007 року. Укази Президента України № 365/2012 від 30 травня 2012 року «Про відомчі заохочувальні відзнаки» та № 491/2014 від 26 травня 2014 року «Про внесення змін до Положення про відомчі заохочувальні відзнаки» регламентували кількість, підстави відзначення та вимоги до відомчих заохочувальних відзнак, що «не можуть відтворювати державні нагороди України».

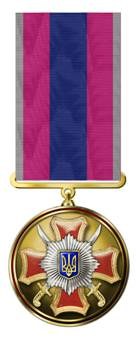
25 років сумлінної служби
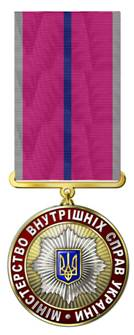
20 років сумлінної служби
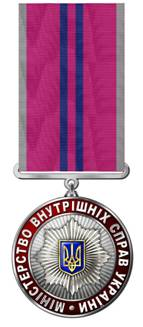
15 років сумлінної служби
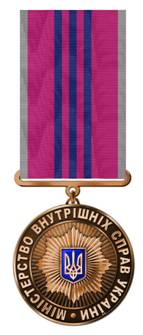
10 років сумлінної служби

## Скандали

### Відмова публікувати офіційну інформацію про діяльність МВС українською
У вересні 2015 року МВС відмовилося надавати перекладати виступів тодішнього глави МВС, Арсена Авакова, українською мовою незважаючи на вимогу законів України, що «офіційна інформація про діяльність органів державної влади та органів місцевого самоврядування поширюється державною мовою». Пізніше, у листопаді 2015 року, суд зобов'язав МВС забезпечувати переклад виступів працівників МВС українською мовою.